# Pierdut în timp
Pierdut în timp sau Corăbiile timpului (engleză The Time Ships) este un roman științifico-fantastic al scriitorului britanic Stephen Baxter. A apărut prima dată în 1995 la editura  HarperCollins.  În limba română a apărut la Editura Nemira, în Colecția Nautilus nr. 160 și 164, traducerea romanului fiind realizată de Cătălin Teniță. Primul volum, Pierdut în timp, conține primele trei capitole (denumite cărți) ale romanului original The Time Ships, iar al doilea volum, Corăbiile timpului, conține ultimele patru capitole (denumite cărți). A câștigat Premiul BSFA pentru cel mai bun roman, 1995, Premiul John W. Campbell, 1996, Premiul Philip K. Dick, 1996 și a fost nominalizat la premiile Hugo, Locus, Clarke și British Fantasy în  1996. Romanul este o continuare autorizată a romanului lui H. G. Wells, Mașina timpului (1895).

## Prezentare
După evenimentele prezentate în Mașina timpului, Călătorul în Timp (numele său, Moses, apare în roman, dar aplicat sinelui său mai tânăr) se pregătește în 1891 să se întoarcă în anul 802.701 ca să o salveze pe Weena, un eloi care a murit în foc împreună cu morlocii. El dezvăluie că dispozitivul din cuarț al mașinii timpului este sufocat de o substanță radioactivă pe care o numește plattnerită în cinstea binefăcătorul misterios care i-a dat proba să o studieze cu douăzeci de ani mai devreme, în 1871.
Călătorul în Timp pleacă în viitor și se oprește în anul 657.208 atunci când observă că cerul în timpul zilei este permanent întunecat. Odată sosit este răpit de morloci mai avansați din punct de vedere cultural decât cei pe care i-a întâlnit înainte (în romanul lui Wells). Unul dintre numerele lor, Nebogipfel (numele unui personaj al lui Wells din Cronica Argonauților) îi explică că lupta dintre eloi și morloci nu a avut loc niciodată datorită publicării de către Scriitor a povestirii care a devenit Mașina timpului. Cronologia pe care a căutat-o îi este inaccesibilă acum. Morolocii acestei lumi alternative au construit o sferă Dyson în jurul sistemului solar interior și folosesc energia Soarelui pentru a o alimenta. Oamenii, așa cum Călătorul în Timp îi cunoaște, trăiesc pe suprafața interioară a Sferei, în timp ce morlocii trăiesc pe cochilia exterioară. Călătorul în timp îl convinge pe Nebogipfel că îl va ajuta să înțeleagă mecanismul de acționare a mașinii timpului  dacă morlocii îl vor ajuta să se întoarcă de unde a venit.